# 안회남
안회남(安懷南, 본명: 안필승, 본명 한자: 安必承, 1909년 11월 15일~몰년(1947년경? 월북 이후 1954년경? 이래 행방 묘연) 미상)은 1945년 을유 해방 이후 1947년 월북 이래 북의 소설가로 활약한 평론가이자, 문동 계열의 정치인이었다. 본은 죽산(竹山)으로, 대한제국 한성 생이다.
앞서 언급한 것처럼, 본(관향)은 죽산(竹山)인 그는, 문학평론가 겸 정치인 안막(安漠, 1910년~?)의 친가 친척 6촌 재종형(再從兄)이 된다. 그리고 1937년에 요절한 소설가 김유정(金裕貞, 1908년~1937년)과는 상당히 절친한 죽마고우지간(竹馬故友之間)과 다름없었다.

## 이름
개명(改名)하기 이전의 이름은 안필승(安必承)이며, 후일 안회남(安懷南)으로 개명했다.

## 생애
신소설 《금수회의록》의 작가인 소설가 안국선의 외아들로, 한성부에서 출생하였으며 지난날 한때 경기도 안성에서 잠시 유아기를 보낸 적이 있는 그는 경성 휘문고등보통학교를 다녔다. 경성 휘문고보 동창인 소설가 김유정과는 절친한 사이였으며, 김유정이 요절하기 전 마지막으로 쓴 편지글이 안회남에게 보내는 것이었다. 1931년 《조선일보》 신춘문예에 〈발(髮)〉로 당선되면서 문단에 데뷔했다.
이태준, 박태원, 이상 등을 비롯한 구인회 동인들과 함께 활동을 했던 안회남의 초기 작품은 심리 묘사 위주로 신변을 다룬 사소설(私小說)이 주를 이루었으나, 이후 급격한 경향의 변화를 보였다. 태평양 전쟁 기간 중에 일본에 1년가량 징용으로 끌려갔다온 후로는 이때의 체험을 바탕으로 한 작품을 냈고, 월북 이후로 추정되는 1948년 발표된 중편인 《농민의 비애》는 미군정의 폭정으로 농민들의 생활이 일제 강점기보다 더 비참해지고 있다는 사회 고발적인 내용이다.
광복 후 좌익 계열 문학 단체인 조선문학건설본부에 이어 조선문학동맹 결성에 참가하여 소설분과위원장을 맡았다. 1947년경에 월북하였고, 한국 전쟁 시기에 종군작가단에 참가하여 서울에 왔다가 박태원, 현덕, 설정식 등 아직 월북하지 않고 있던 문인들과 함께 조선민주주의인민공화국으로 돌아갔다. 1960년대 숙청되었다는 설만 있을 뿐, 1954년경까지의 활동만 확인되었고 이후 행적은 전혀 알려지지 않았다.

## 주요 경력
- 조선로동당 당무위원
- 조선문학가동맹 소설분과위원장

## 주요 작품

### 소설
- 《발(髮)》
- 《농민의 비애》

## 가족 및 친척 관계
- 증조부 : 안광묵(安光默)
- 할아버지 : 안필수(安弼壽)
- 아버지: 안국선(安國善, 1878년 12월 5일 ~ 1926년 7월 8일, 대한제국 조선 시대 신소설 작가 출신의 행정관료.)

## 인간 관계
- 소설가 김유정(金裕貞), 소설가 이석훈(李石薰), 아동문학가 현덕(玄德), 소설가 겸 시인 이상(李箱) 등과는 절친하기 짝이 없는 오랜 친구 관계를 맺었다.

## 학력
- 경성 수송보통학교 졸업
- 경성 휘문고등보통학교 중퇴

## 같이 보기
- 안국선

## 참고자료
- 권영민 (2004년 2월 25일). 《한국현대문학대사전》. 서울: 서울대학교출판부. 528쪽. ISBN 89-521-0461-7